# Tewolde Berhan Gebre Egziabher
Tewolde Berhan Gebre Egziabher (en tigrinya : ተወልደ ብርሃን ገብረእግዚአብሔር; né le 19 février 1940 à Adoua (Tigré, Empire d'Éthiopie) et mort le 20 mars 2023) est un chercheur éthiopien. 
Il remporte le prix Nobel alternatif en 2000 « pour son travail exemplaire pour la sauvegarde de la biodiversité et des droits traditionnels des paysans et des communautés à leurs ressources génétiques ». Il est également nommé en 2006, Champion de la Terre, du Programme des Nations unies pour l'environnement.

## Biographie
Tewolde Berhan est diplômé en 1963 de l’université Hailé Sélassié I (renommée ultérieurement « université d'Addis Abeba ») et obtient un doctorat à l’université du pays de Galles en 1969. Il retourne à l'université d'Addis Abeba où il est doyen de la  Faculté des sciences de 1974 à 1978. Il est par la suite conservateur de l'Herbier national (1978-1983), puis président de l'université d'Asmara (1983-1991) et directeur du Secrétariat éthiopien à la stratégie de conservation (1991-1994). 
Il est par la suite directeur général de l'Autorité de la protection de l’environnement en Éthiopie (ministère de l’Environnement).
Dans les années 1990, il dévoue son énergie aux négociations qui ont lieu à différents forums internationaux liés à la biodiversité, en particulier à la Convention sur la diversité biologique, lors du Sommet de la Terre à Rio de Janeiro en 1992, et à l’Organisation des Nations unies pour l'alimentation et l'agriculture. Il développe à cette époque un groupe de négociateurs africains qui prennent la tête du groupe des 77 et du groupe Chine. L’Afrique arrive ainsi au sommet avec des positions unifiées, résolues, et des positions progressistes telles l’opposition au brevetage du vivant et la reconnaissance des droits des communautés. Ces positions ont notamment permis de renforcer le G77.
Tewolde essaie de protéger les recommandations de l’Organisation de l'unité africaine sur le développement et l’implémentation des droits des communautés, d’obtenir un consensus sur les aspects des droits de propriété intellectuelle qui touchent au commerce, et une position claire contre le brevetage du vivant. Tewolde guide également la rédaction d’un modèle de législation de l'OUA pour le droit des communautés, aujourd’hui utilisé comme base par tous les États africains.
En 1999, lors de la phase de négociations du Protocole de Carthagène sur la prévention des risques biotechnologiques, en Colombie, Tewolde est porte-parole d’un groupe contenant la majorité des pays du G77, qui prend le nom de en:Like Minded Group.
Ces négociations aboutissent à une impasse, mais débouchent sur consensus avec succès à Montréal en janvier 2000. La conduite des négociations par Tewolde à la tête des Like-Minded Developing Countries (en) joue un rôle clé afin d’obtenir une position forte afin de s'opposer à celles des États-Unis et de l’Union européenne sur la sûreté biologique, la biodiversité, le respect des droits traditionnels et le droit des communautés dans les pays en voie de développement.